# 薩瓦拉河
薩瓦拉河是俄羅斯的河流，位於坦波夫州和沃羅涅日州內，屬於霍皮奧爾河的右支流，河道全長285公里，流域面積約7,720平方公里，河水主要來自溶雪，支流有葉蘭河，在每年11月下旬開始結冰，直至翌年3月下旬至4月上旬，城畔城鎮有熱爾傑夫卡。